# Salmon Site

Kreuzschnitt des Tatum Salt Dome

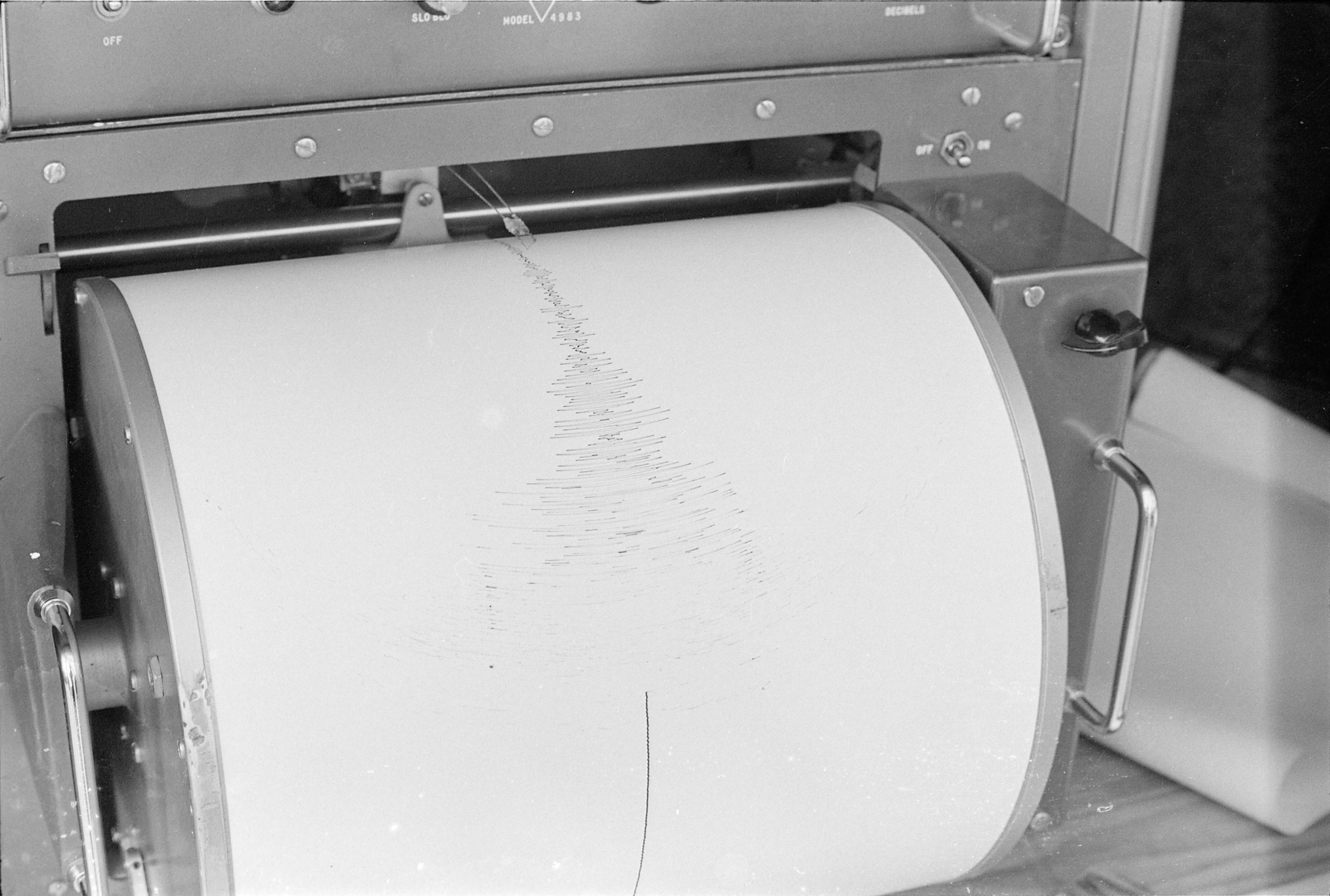
Seismograph des Testes am 22. Oktober 1964

Salmon Site (auch Tatum Salt Dome) ist eine etwa 6 km2 große Region in Lamar County (Mississippi). Es ist das einzige Kernwaffentestgebiet im Osten der Vereinigten Staaten. Das andere landbasierte Atomwaffentestgelände der USA ist die Nevada Test Site (NTS).
Im Rahmen des Projektes Vela Uniform gab es zwei unterirdische Detonationen, nämlich Salmon am 22. Oktober 1964 und Sterling am 3. Dezember 1966.
Im Oktober 2006 ging das Gebiet auf das U.S. Department of Energy’s Office of Legacy Management über. Seit dem 15. Dezember 2010 ist der US-Bundesstaat Mississippi wieder dafür zuständig.